# 思杜堂
思杜堂，今名使徒堂，是位于江苏省苏州市古城内养育巷130号的一所老教堂。
1872年，美南长老会派遣杜步西牧师夫妇来苏州传道，在养育巷购地建教堂，1920年杜步西牧师去世后，杜步西太太及其子杜翰西再度来苏州继续工作，并翻建教堂，1925年新堂落成，为纪念杜步西牧师而命名“思杜堂”。该教堂占地1330平方米，建筑面积1016平方米。礼拜堂为砖木结构，2层楼房，坐东朝西，西南角为方形钟楼。楼上可容纳500人集会。当时信徒多数是在盘门种客田的江阴人。 
1951年，中国大陆批判崇洋媚外思想，将思杜堂更名为使徒堂。1959年，中国基督教新教三自爱国教会实行“联合礼拜”，使徒堂又改称耶稣堂，它和乐群社会堂（今宫巷基督教堂）是苏州决定保留的2座教堂。1966年，文革开始，使徒堂被关闭，由苏州乳胶厂占用。
1980年4月6日复活节，使徒堂恢复礼拜，成为江苏省文化大革命后首先恢复开放的第一所教堂。目前有信徒约3000人。1991年，被列为苏州市文物保护单位。